# Hope Is a Dangerous Thing for a Woman Like Me to Have – but I Have It
"hope is a dangerous thing for a woman like me to have – but I have it" é uma canção gravada pela cantora norte-americana Lana Del Rey. Lançada em 9 de janeiro de 2019, por intermédio da Polydor Records, serviu como terceiro single de seu sexto álbum de estúdio, Norman Fucking Rockwell (2019).

## Antecedentes
Em janeiro de 2019, Del Rey postou uma prévia da canção em seu perfil do Instagram, afirmando que seria uma "faixa para os fãs". Originamente, a canção havia sido intitulada de "Sylvia Plath", em homenagem à poeta Sylvia Plath, a qual é citada na composição.

## Composição
Segundo Winston Cook-Wilson, da revista Spin, "Hope Is a Dangerous Thing for a Woman like Me to Have – but I Have It" é "uma balada de lamentação muda e subaquática sobre o piano". Jack Antonoff, produtor da canção, afirmou, em seu perfil do Twitter, que a canção havia sido gravada em sua primeira sessão de gravação com Del Rey. Comentou, ainda, que "a combinação do piano e os vocais de perfeito soaram igualmente durante a gravação".
Contendo referências à poeta Sylvia Plath, Del Rey discute, na canção, religião, família, romances abusivos, sua luta contra o alcoolismo, sua jornada em busca da sobriedade e a sua recusa de fama.

## Recepção crítica
Numa análise positiva para a Rolling Stone, Ryan Reed escreveu: "Lutuosa, a “hope is a dangerous thing for a woman like me to have – but I have it" medita sobre a religião, família, alienação e os mitos que circundam o mundo da fama." Nikc Reilly, da revista britânica NME, escreveu: "Nessa nova faxa, Del Rey oferece uma de suas composições mais confessionais até o momento, enquanto se compara a Sylvia Plath, um ícone da poesia."
Trace William Cowen, da publicação Complex, chamou a canção de "aprazivelmente minimalista". Winston Cook-Wilson, da revisa Spin, elogiou a composição e organização lírica da canção. Escrevendo para a Billboard, Richard S. He considerou "hope is a dangerous thing for a woman like me to have – but I have it" como a melhor canção já gravada por Del Rey, na qual a artista "expõe o seu momento mais verdadeiro e mais vulnerável da carreira".

## Créditos
Todo o processo de elaboração de "Hope Is a Dangerous Thing for a Woman Like Me to Have – but I Have It" atribui os seguintes créditos:
Produção
- Lana Del Rey – vocais
- Jack Antonoff – piano, engenharia de gravação, mixagem
- Laura Sisk – engenharia de gravação, mixagem
- Chris Gehringer – masterizaçao
- Will Quinnell – engenharia de masterização assistente